# Teodoro Spandugino
Teodoro Spandugino (in greco Θεόδωρος Σπανδούνης?, Theodoros Spandounes; 1465 circa – 1538) è stato uno storico greco del primo Cinquecento di nobili origini bizantine, figlio di esuli in fuga dalla conquista ottomana di Bisanzio che si erano stabiliti in Italia, a Venezia. In giovane età visse presso parenti nella Macedonia ottomana e visitò la nuova capitale dell'impero Costantinopoli, acquisendo una conoscenza della storia e cultura ottomana. In seguito fu consigliere di diversi papi e sostenne più volte l'invio di una nuova crociata contro gli Ottomani. La sua opera principale è la sua storia in lingua italiana sulle origini dello Stato ottomano e sulla sua storia fino a quel momento, la cui prima versione fu pubblicata nel 1509 in italiano e presto tradotta in francese. Spandugino continuò a lavorarci e la versione finale apparve nel 1538. L'opera è disorganizzata e contiene errori, ma è estremamente preziosa come fonte storica per la sua ricchezza di informazioni.

## Famiglia e origine
Teodoro Spandugino nacque molto probabilmente a Venezia, figlio di Matteo Teodoro Spandugino e di Eudocia Cantacuzena. Suo padre era un militare greco che entrò al servizio della Repubblica di Venezia come mercenario stradiota e che, come ricompensa per imprese non note, fu nominato conte del Sacro Romano Impero e cavaliere dell'impero dall'imperatore Federico III nel 1454. Gli fu anche concessa una proprietà terriera intorno alla città di Lidoriki, in Grecia. Si trattava di una concessione simbolica, intesa come riconoscimento d'onore, dal momento che il territorio in questione era sotto il controllo ottomano, ma secondo lo storico Donald Nicol è forse indicativa del luogo di origine di Matteo e della sua famiglia. D'altra parte, sia gli Spandugini che altri membri della famiglia rimasti nei Balcani sotto il controllo ottomano, rivendicavano la propria discendenza da Costantinopoli, mentre alcuni si erano stabiliti a Venezia già negli anni Settanta del XIII secolo. La madre di Teodoro discendeva dai Cantacuzeni, una delle più importanti casate aristocratiche tardo-bizantine, che aveva fornito diversi imperatori e despoti del Despotato della Morea nel Peloponneso. Oltre a Teodoro, la coppia ebbe almeno altri due figli: una figlia, che sposò il cittadino veneziano Michele Trevisan, e un figlio, Alessandro, che divenne un mercante.
Attraverso la madre, Teodoro aveva legami di parentela tra le potenti famiglie cristiane della tarda epoca bizantina/inizio ottomana. Sua madre era la nipote di Giorgio Paleologo Cantacuzeno. Giorgio era cugino degli ultimi due imperatori bizantini, Giovanni VIII Paleologo e Costantino XI Paleologo, mentre le sue sorelle Irene ed Elena sposarono rispettivamente il despota serbo Đurađ Branković e l'imperatore di Trebisonda Davide II, un'altra sorella divenne moglie del re Giorgio VIII di Georgia, mentre una delle figlie di Giorgio, Anna, sposò Vladislav Hercegović, duca di San Sava. La famiglia Spandugino aveva anche membri influenti all'indomani della conquista ottomana dei Balcani, in particolare il ricco mercante Luca Spandugino di Salonicco, che alla sua morte, nel 1481, fu sepolto in una splendida tomba in stile italiano (probabilmente costruita e trasportata da Venezia) nella chiesa di Hagios Demetrios. Sebbene anche Teodoro avesse rapporti con Salonicco, tuttavia, non menziona Luca nelle sue opere.

## Biografia ed opere
La madre di Teodoro morì poco prima del 1490 e il padre mandò Teodoro, allora ancora bambino, a vivere con la prozia Mara Branković. Mara era figlia di Đurađ e Irene, che era stata presa come una delle mogli del sultano ottomano Murad II. Dopo la morte di Murad nel 1451, Mara ebbe il permesso dal sultano Maometto II, suo figliastro, di ritirarsi nella sua tenuta di Ježevo, dove "mantenne un'enclave privilegiata e protetta di fede cristiana" (Nicol). Fu in questo ambiente " nobile e privilegiato " che Teodoro venne educato, e fu lì che imparò a parlare un po' di turco e acquisì una conoscenza diretta dei costumi e della storia turca. Nel 1503 si recò nella capitale ottomana di Costantinopoli per aiutare il fratello Alessandro, ridotto in rovina finanziaria dalla guerra turco-veneziana appena conclusa e dalla confisca dei beni veneziani da parte degli Ottomani. Al suo arrivo, scoprì che il fratello era morto nel frattempo. Dal 1509 fu costretto a lasciare Venezia e a vivere in esilio in Francia. Durante questo esilio compose la prima stesura della sua storia, che dedicò al re Luigi XII. Questa prima versione fu tradotta in francese da Balarin de Raconis nel 1519 e pubblicata in edizione moderna nel 1896 da C. H. A. Schéfer. Cristiano devoto ma non dogmatico, Spandugino era più in sintonia con l'umanesimo rinascimentale italiano che con la religione. Consapevole della sua origine imperiale bizantina, non era comunque "eccessivamente bigotto" nei confronti dei turchi, avendo vissuto in mezzo a loro e avendoli conosciuti. Ciononostante, l'obiettivo principale della sua opera era quello di mettere in guardia la cristianità occidentale dalla minaccia turca e di mobilitarla in una crociata per liberare la sua patria. Nonostante i tentativi del XIX secolo di rivendicare Spandugino come eroe del nazionalismo greco, la sua causa in realtà non era limitata alle terre di lingua greca: Spandugino usava il termine "Grecia" per l'intera Europa, contrapposta all'Asia (forse riecheggiando la divisione turca della Rumelia, in gran parte cristiana, dall'Anatolia, prevalentemente musulmana), e si considerava un difensore di tutta l'Europa cristiana, non semplicemente al servizio di una particolare nazione. Pur rimanendo un cristiano ortodosso, Spandugino si rivolse alla Chiesa cattolica romana per ottenere aiuto e fu consigliere e confidente di diversi papi che avrebbero sostenuto la sua causa, a partire da Leone X (1513-1521), per il quale preparò la seconda stesura della sua opera nel 1519. Caduto in contrasto con il successore di Leone, Papa Adriano VI, che non solo non mostrò interesse per la guerra contro i Turchi, ma tagliò anche la pensione alla sua famiglia, riprese la sua posizione sotto Clemente VII (1523-1534) e Paolo III (1534-1549). Nel 1538 realizzò la terza e ultima versione della sua opera, che presentò (in una traduzione francese) al Delfino di Francia, il futuro re Enrico II di Francia. Questa versione fu pubblicata a Lucca nel 1550 e, con molti errori, a Firenze nel 1551, ristampata nel 1654, e costituì la base per la prima edizione moderna dello studioso greco Konstandìnos Sàthas nel 1890.
Spandugino sembra aver basato il suo lavoro su materiale di provenienza orale o documentale a disposizione sua e della sua famiglia, oltre che su non meglio specificati "annali turchi", ma è impossibile dire quali. In particolare, non c'è quasi nessun riferimento agli altri storici greci successivi al 1453, il che, come nota Nicol, è forse dovuto al fatto che le loro opere furono diffuse in forma stampata solo molto più tardi. Allo contempo si può ipotizzare che conoscesse e facesse uso dei trattati italiani sui Turchi scritti più o meno nello stesso periodo, fatta eccezione per le opere di Marino Barlezio, che Spandugino cita per nome.